# 세인트 패트릭 대성당 (멜버른)

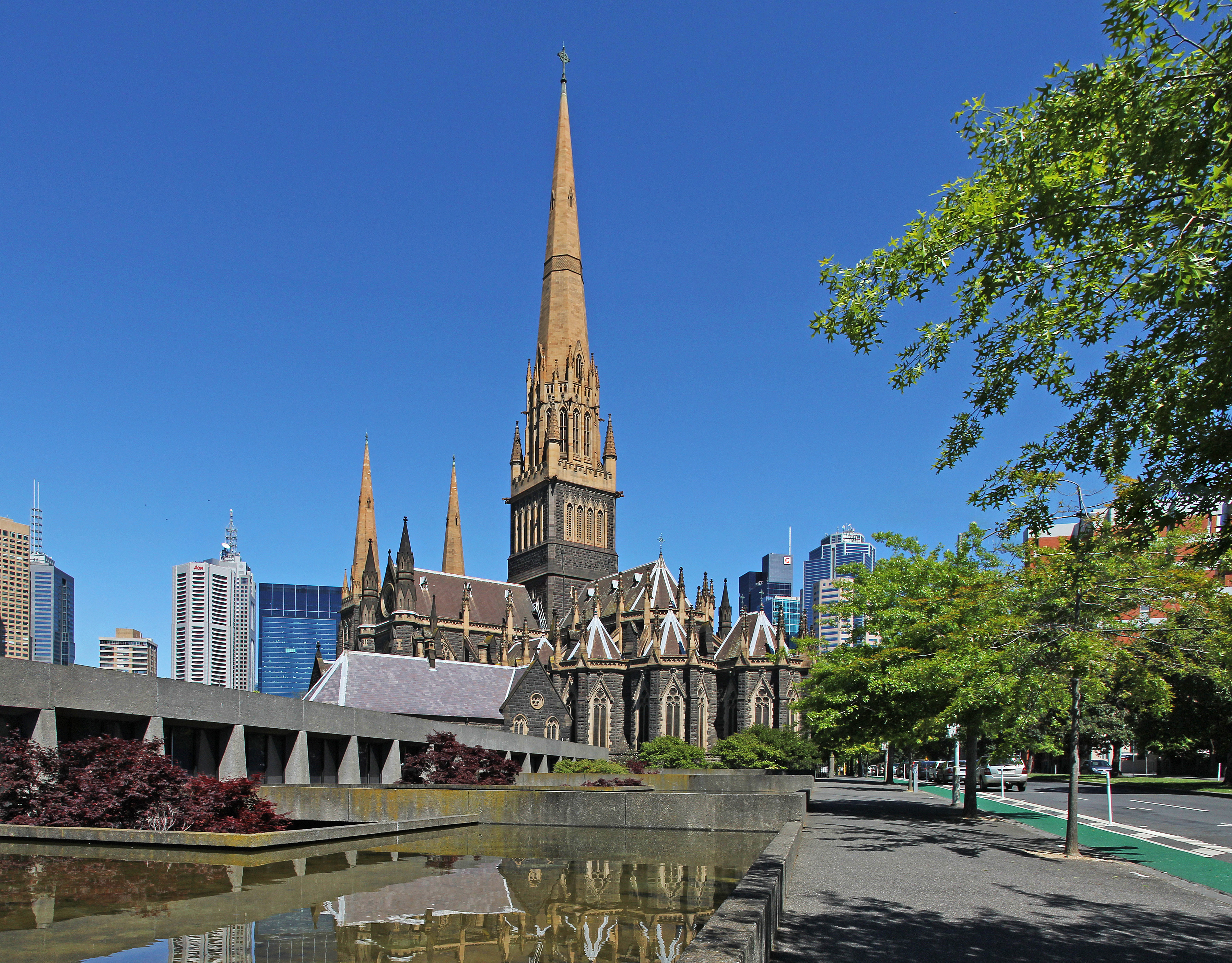
세인트 패트릭 대성당

세인트 패트릭 대성당(St. Patrick's Cathedral)은 오스트레일리아 멜버른에 위치한 대성당이다.